# Clematis patens 'Alice Fisk'
Cultivar
Clematis patens 'Alice Fisk',  est un cultivar de clématite de l'espèce Clematis patens, obtenu en 1964 par Jim Fisk en Angleterre.
La clématite 'Alice Fisk' a été commercialisée à partir de 1967 par les pépinières du Woodbridge de Jim Fisk.

## Description
Cette clématite fait partie du groupe 2, ce qui signifie que ce cultivar donnera deux floraisons, une première au printemps sur le bois de l'année précédente et une seconde à l'automne sur les pousses de l'année.

### Feuilles
Les feuilles caduques de cette clématite sont parfois simples, parfois alternées et trifoliées. En moyenne elles mesurent 10 cm.

### Tiges
Les tiges de la clématite 'Alice Fisk' apparaissent de couleur verte sur les pousses de l'année. En vieillissant le bois se durcit et devient rougeâtre et brun.

### Fleurs
La clématite 'Alice Fisk' dispose d'une fleur de taille moyenne bleu lilas, elle peut atteindre 15 à 20 cm. Les fleurs de ce cultivar apparaissent la plupart du temps sur la partie haute de la plante, en mai et juin pour la floraison printanière et en septembre et octobre pour la floraison d'automne.

#### Bouton floral et pédoncule
Le bouton floral de 'Alice Fisk' est allongé et ovoïde. Il mesure environ 4 à 5 cm, de couleur vert-gris à un quart de son ouverture. Le pédoncule quant à lui mesure environ 20 à 50 mm et de couleur verte également.

#### Sépales
Les sépales de la clématite 'Alice Fisk' mesurent entre 8 et 10 cmde long. Ils sont ondulés et striés le long de la nervure centrale. Ils se chevauchent légèrement.

#### Étamines et stigmates
'Alice Fisk' possède des étamines de couleur rouge, presque violette, et des stigmates blancs.

#### Parfum
Cette clématite n'a pas de parfum.

## Obtention
La reproduction asexuée de ce cultivar a été obtenue par le croisement de Lasustern et Mrs Cholmondeley.

## Protection
'Alice Fisk' n'est pas protégée, elle peut donc être multiplié par tout le monde.

## Culture

### Plantation
La clématite Alice Fisk a été produite pour une culture en pleine terre. Elle doit être plantée dans un mélange drainant, fertile et léger. Les racines préfèrent  un sol frais et ombragé.

### Croissance
À taille adulte cette clématite dispose d'une croissance importante entre 2 et 3 mètres.

### Floraison
Alice FIsk fleurit deux fois par an sur les pousses de l'année précédente du mois de mai et juin pour la floraison printanière et en septembre et octobre pour la floraison sur la pousse de l'été de l'automne. Elle fait partie du groupe 2.

### Utilisations
Alice Fisk est parfait pour les pergolas, treillis, tonnelles et clôtures. Elle peut aussi grimper sur des supports naturels tels que les feuillus, des conifères et des arbustes.

### Taille
La clématite Alice Fisk a besoin d'une taille annuelle, souvent au mois de mars mais à toute période de repos végétatif. Elle demande une taille sévère, c'est-à-dire une taille  30 cm du sol sur un tiers des branches.

### Résistance
Cette clématite résiste à des températures jusqu'à moins 20 degrés Celsius.

### Maladies et ravageurs
La clématite Alice Fisk est sensible à l'excès d'eau ce qui pourrait provoquer une pourriture du collet de la plante et ainsi la mort de la clématite. Elle peut également souffrir d'apoplexie due à un champignon appelé Ascochyta clematidina, provoquant un flétrissement brutal des feuilles. Pour combattre ce champignon la terre doit être remplacée sur 20 cm et l'excès d'eau doit être proscrit.
Les limaces peuvent également s'attaquer à cette clématite et notamment aux jeunes pousses du printemps.